# 福永ありさ
福永 ありさ（ふくなが ありさ、1992年8月21日 - ）は、日本のグラビアアイドル、プロダンサー、女優、ラジオパーソナリティ。神奈川県出身。血液型はB型。ワンハンドレッドプロモーション所属。

## 経歴・人物
幼少期よりダンスを学んでおり、Chei cupをはじめとした様々なダンスコンテストで優勝や準優勝を獲得している。
これまでにTRFをはじめ、東方神起やAAA、DREAMS COME TRUE、三浦大知、山本リンダなどのバックダンサーを務めている。
ダンス歴は10年以上で、「踊るグラドル」としてもメディアに度々取り上げられている。
趣味はディズニーランドに行くこと。
2020年10月20日より、鳥越アズーリFMのラジオ番組「あべがくFM」の第3火曜日のメインパーソナリティーを務める。
2020年11月3日、ガールズダンスボーカルグループ「5%BERMUDA」のメンバーとして、本格的にグループでの活動を開始。
2021年6月、実話ナックルズとCutegirls撮影会によるコラボ企画、「ナックルズCUP」にて第一回グランプリを獲得している。
2022年7月18日、お台場・青海R地区特設会場にて開催の「2022 TOKYO アイドル博LIVE!」最終日に出演。
2022年8月、黒子にスポットを当てたエンターテインメント集団「ブラックペッパーズ」の制作作品にキャスト参加。
2022年8月21日、東京・GOTANDA G5にて「福永ありさ生誕祭 ARISA FUKUNAGA BIRTHDAY LIVE 2022」を二部形式で開催。同公演にて、タップダンサーのHideboHと共演。
2022年11月14日・15日、渋谷club asiaにて2DAYS開催のフェスイベント「UNLIMITED FES」へ両日出演。同フェスイベントにて、いとうかなこ、EXiNA、ILLUSION FORCE、VORCHAOSらと共演。
2022年12月25日、群馬・館林文化会館 小ホールにて開催の「館林ホットホットアイドルフェスティバル Vol.3」に出演。
2023年2月18日、ABEMAにて配信の「Japan's Got Talent シリーズ1 セミファイナル後編」に、ブラックペッパーズの一員として出演。
2023年4月15日、北海道・北斗市総合文化センターかなで～る・大ホールにて開催のフェスティバルイベント「かなで～るステージフェスティバル」に出演。同公演内にて、ダンサー100人とのパフォーマンスコラボレーションを実施。
2023年6月24日、所沢航空記念公園 野外ステージにて開催の野外ダンスフェス「movementPARK 2023」初日に出演。同フェスイベントにてJASMINE、FAKY、GENIC、lolらと共演。
2023年12月2日、BASEMENT MONSTAR王子にて、5％BERMUDA 3周年記念フェスイベント「GO！GO！バズーカMUSIC！」を開催。同公演にてダンサーPInOと福永ありさの両名によるダンスコラボレーション共演。
2024年2月12日、日本テレビ系列「欽ちゃん&香取慎吾の全日本仮装大賞」に梶原比出樹のチームの一員として出場。ファンタジー賞を受賞している。
2024年5月4日、滝野川会館・大ホールにて開催のフェスティバルイベント「ヒメガミフェス2024」に出演。同フェスイベントにて、愛内里菜、天音汐那らと共演。
2024年6月29日・30日、慶野松原海水浴場にて開催の「ジャパンビーチバレーボールツアー2024 サテライト南あわじ大会」公式テーマソングの担当が決定した。

## 出演
役名の太字は主演作品。

### テレビ
- 世界1のSHOWタイム〜ギャラを決めるのはアナタ〜（2013年1月2日、日本テレビ） - ダンサー出演
- 教えて!アプリ先生（2016年10月25日・12月6日、TOKYO MX） - アシスタント出演
- お願い!ランキング（2019年4月1日、テレビ朝日） - 番組内企画「私って美人ですよね？」出演[51][52]
- ミャ～ッツアイ（2019年12月29日、TOKYO MX2） - 猫又緑 役
- 迷探偵ユナモン（2020年3月29日、TOKYO MX2）
- ドクターSAKI（2020年9月27日、TOKYO MX2）
- エンタメレイトショー（2022年2月14日、チバテレビ） - 番組内企画「NEXTCHALLENGE-3minutes-」出演
- チアアップ★インディーズK（2023年5月18日・6月15日・7月6日・8月3日・11月23日、チバテレビ）
- キラメキ放送局（2023年12月5日、TOKYO MX2）
- 欽ちゃん&香取慎吾の全日本仮装大賞（2024年2月12日、日本テレビ）
- うたごえプロジェクト めをとじ（2024年6月11日、テレビ東京）

### ラジオ
- あべがくFM（2020年10月13日 - 2021年3月16日、鳥越アズーリFM）[53]
- KSC46（2021年10月17日 - 2022年3月20日、熊本シティエフエム）[54][55]
- ミュージックテラス★WANTED（2022年9月3日、レインボータウンFM） - 音声コメント出演[56]
- Talking Loud（2022年9月13日、むさしのFM）[57]
- ウィンディーズマニア!シャバダバ! WMS 2.2 ～ルーシーとヒサシくん～（2022年10月25日、市川うららFM）[58]
- ロック音!!Monday（2023年3月13日・2024年4月1日、かわさきFM）
- MUSIC Way!Way!（2023年3月13日・2024年4月1日、かわさきFM）
- アニメラジオ（2023年4月18日、かわさきFM）
- Saturday☆バンド☆フィーバー（2023年5月20日・2024年4月20日、FM salus）
- MUSIC POWER!!（2023年5月20日・2024年4月20日、FM salus）
- GSMチャンネル（2023年6月23日、調布FM）
- いちご姫とかなえのストロベリーシェイク（2023年7月3日、泉佐野インターネット放送局いこらじお）
- ワイズマンのIT'S SHOW TIME!（2023年7月24日・31日、池袋FM）
- むさしのライフ（2023年7月26日、むさしのFM）
- 渋谷のスバコ（2023年8月8日、渋谷のラジオ）
- ウィンディーズマニア!シャバダバ! このみさんに聴いてもらいたいマニアたち（2023年11月14日、市川うららFM）
- 今西祐介のハロアル・レディオ（2023年11月24日、レインボータウンFM）
- Shibuya Voice（2024年6月17日、渋谷クロスFM）

### WEB番組
- 芸人響の宣伝しまSHOWROOM＆Wallop放送局（2019年12月9日、WALLOP）
- ニッチな情報バラエティ～100人に聞いてみた！（2020年2月11日、WALLOP）[59]
- 矢口真里の火曜The NIGHT（2022年8月31日、ABEMA）
- Japan's Got Talent シリーズ1 セミファイナル後編（2023年2月18日、ABEMA）[60][61]

### CM
- ニッスイ「大きな大きな焼きおにぎり」

### 舞台
- DANCE REPUBLIC ～The devotion～（2017年9月16日 - 18日、竹芝NEW PIER HALL）
- BPMD～それぞれの夢をかけて～（2018年3月7日 - 13日、basement monstar王子）八千代 役、ダンス振付[62]
- 空飛ぶコーポレーション（2018年4月19日 - 23日、basement monstar王子） - ルリ 役[63]
- MARIGOLD～絶望の花言葉～（2018年7月4日 - 10日、basement monstar王子） - イ・ソユン中尉 役[64]
- DANCE REPUBLIC ～form of desire～（2018年10月6日 - 8日、竹芝NEW PIER HALL）
- TROUBLE BOX～八巻竜胆探偵社～（2018年12月21日 - 25日、basement monstar王子） - 八巻竜胆 役、ダンス振付[65]
- 空飛ぶコーポレーション [再演]（2019年4月19日 - 23日、basement monstar王子） - ルリ 役[66][67]
- 八巻竜胆探偵社～GHOST FILE編～（2019年7月19日 - 23日、basement monstar王子） - 八巻竜胆 役、ダンス振付[68][69]
- BABY RAVE～天使のステップ～（2019年12月19日 - 24日、basement monstar王子） - 八千代 役、ダンス振付[70]

## 作品

### DVD
- 見て！ありぴょんだよっ♡（2018年10月26日、グラッソ）
- 濡尻～PYON STYLE～（2019年2月28日、グラッソ）[71][72]
- ほっぷ すてっぷ ありぽっぷ！（2019年5月31日、グラッソ）[73]
- ありのまま～pyon life～ （2019年8月30日、グラッソ）[74]
- 踊るグラドル～dancing pyonpyon～（2019年12月20日、M.B.D. メディアブランド）[75][76]

## タイアップ
※5%BERMUDA名義の作品。
| 曲名                        | タイアップ                                                                                  |
| --------------------------- | ------------------------------------------------------------------------------------------- |
| e-ma e-ma                   | UHA味覚糖「e-maのど飴」キャンペーンソング                                                   |
| CHANGE.YOU CAN.             | ICE-WATCH JAPAN イメージソング                                                              |
| CHANGE.YOU CAN.             | 市川うららFM「プロジェクト・リーフェリア 虹の架け橋」2024年1月度 第三週目エンディングテーマ |
| トリック・オア・トリート    | ポップコーン専門店「POPCORN PAPA」コラボレーションソング                                    |
| VOLPUTAS                    | 地中海レストラン「VOLPUTAS」イメージソング                                                  |
| ―RUTEN― feat.淳（VORCHAOS） | 映画「叢雲 ～ゴースト・エージェンシー～」主題歌                                             |
| ―RUTEN― feat.淳（VORCHAOS） | むさしのFM 2023年8月度 第二週目パワープレイ楽曲                                             |
| EXTREME ELATION             | インドア サバゲーフィールドZEEK イメージソング                                              |
| EXTREME ELATION             | 市川うららFM「プロジェクト・リーフェリア 虹の架け橋」2024年5月度 第三週目エンディングテーマ |
| It's gonna be awesome       | ジャパンビーチバレーボールツアー2024 サテライト南あわじ大会 公式テーマソング                |
| It's gonna be awesome       | Auto Life Festa in 富士スピードウェイ2024 イメージソング                                    |